# 며느리 설움
며느리 설움은 문화방송에서 1999년에 제작한 신파극이다. 어머니를 소재로 한 전작 불효자는 웁니다의 후속작으로 이번에는 며느리를 소재로 하여서 며느리로 살아가는 한 여인의 인생을 그려내었다. 

## 줄거리
의대생 장준호는 농촌 봉사활동을 위해 시골에 있던 중 순하고 고운 시골 처녀 송정순을 만나게 되면서 그녀와 사랑을 맺으며 함께 서울로 상경하여 어머니에게 인사를 올린다. 그러나 정순이 무식한 시골 처녀라는 것이 못마땅한 어머니 최여사는 매우 불쾌함을 보이게 되고 여동생인 미리마저도 같이 구박하기에 이른다. 준호는 정순과 백년가약을 맺으며 부부가 되었지만 친정을 떠나 시댁살이를 하는 정순에게 최여사의 모진 구박이 가해지게 된다. 
그러던 중에 정순은 아들인 명섭을 출산하게 되고 준호를 사랑하고 있고 미리의 친구인 미옥이 최여사와 미리를 데리고 외출하여서 정순 혼자 남았을 때 낯선 남자가 들어와서 정순을 겁탈하려고 했지만 정순은 반항하게 된 끝에 칼로 그를 살해하게 된다. 결국 살인죄로 정순은 구치소에 수감되고 준호는 미옥과 재혼하게 되었지만 둘 사이는 틀어지기만 한다. 한편 정순은 출소 후 소년으로 성장한 아들 명섭을 준호의 집 앞에서 만나게 되는데.... 

## 등장인물
- 송정순 - 오정해

본작의 주인공이자 장준호의 아내. 본래 시골에서 살아온 처녀로 농촌 봉사활동을 나온 의대생 장준호와 만나 사랑을 맺고 결혼하게 되지만 이후 순탄치 않은 인생에 휘말리게 된다. 
- 장준호 - 이덕화

정순의 남편. 의과대학에서 의학을 전공하는 의대생으로 시골에서 봉사활동을 하던 중 시골 처녀 정순을 만나게 되어서 그녀와 결혼하게 된다. 이후 의사가 되었지만 정순이 살인사건에 휘말리면서 자신을 사랑하였던 미옥과 재혼한다. 
- 최여사 - 사미자

준호의 어머니. 일찍 남편과 사별하고 준호를 키워왔지만 준호가 시골 처녀 정순을 데리고오자 불쾌감을 드러낸다. 정순이 며느리로 들어온 이후에도 모진 구박으로 대하였고 이후 미옥이 새 며느리로 들어왔을 때는 식모살이를 하다가 미옥이 자신을 구박하게 되자 정순에게 지난 잘못을 뉘우치며 사과한다. 
- 이미옥 - 노현희

준호를 사랑해왔던 여자로 준호의 여동생 미리의 친구이다. 준호가 자신 대신 정순을 사랑하게 되자 질투를 느꼈으며 이후 준호와 결혼하게 되지만 틀어지는 관계로 간다.   
- 장미리

준호의 여동생. 정순을 보자마자 어머니와 같이 구박을 하게 된다. 
- 이민우

미옥의 친오빠. 10년동안 유학생활을 하다가 귀국하여서 정순을 만나게 되며 청혼하게 되지만 그녀가 준호의 부인이었다는 사실을 알게 된다. 
- 장명섭

정순과 준호 사이에서 난 아들. 정순이 감옥에 간 후에는 미옥이 대신 키워서 미옥을 친어머니로 알고있다.